# Sonic’s Schoolhouse
Sonic’s Schoolhouse (с англ. — «Школа Соника») — обучающая видеоигра серии Sonic the Hedgehog, созданная для персональных компьютеров с поддержкой операционных систем Windows. Разработана Orion Interactive и издана Sega 18 октября 1996 года.
Игра делится на три режима, и связаны они с такими школьными дисциплинами, как математика, чтение и правописание. За правильные ответы можно открыть дополнительные мини-игры или отправиться на экскурсию. Помогать игроку будет талисман компании Sega ёж Соник.
Sonic’s Schoolhouse создавалась для Windows и была выпущена только в Северной Америке. Игра получила неоднозначные отзывы от критиков. Из достоинств проекта обозреватели называли игровой процесс, но упрощённая графика и небольшое количество мини-игр заставляли рецензентов понижать оценку проекту.

## Игровой процесс

Ученики путешествуют по штату Небраска на школьном автобусе. Водителем автобуса является ёж Соник, который выступает в игре в качестве помощника

Sonic’s Schoolhouse делится на три режима, связанных с математикой, чтением и правописанием. В первом режиме игроку надо выбрать правильный ответ из нескольких предложенных компьютером вариантов. В чтении нужно выбрать картинку и подходящий по смыслу текст. Для проверки правописания нужно правильно написать слова; в противном случае игра начинается заново. За десять правильных ответов игрок получает золотые кольца, нужные для открытия мини-игр и проведения экскурсий по всему миру на школьном автобусе.
На протяжении всей игры в роли помощника выступает ёж Соник. Сам главный герой неиграбелен, и вместо него управлять игроку предстоит несколькими животными, такими как бегемот, бык и другие. Здесь также присутствует и доктор Роботник, который, вместе со своими роботами-бадниками (англ. Badnik), периодически мешает игроку, пытаясь украсть ответ или золотые кольца. Информацию об «учениках» можно получить проходя игру или угадывая, кто изображён на статуе.

## Разработка и выход игры
Sonic’s Schoolhouse была создана ныне несуществующей компанией Orion Interactive под руководством дизайнера Брюса Остина. Разработчики решили создать свой проект с участием Соника в жанре образовательной игры. Движком для игры стал модифицированный движок шутера Wolfenstein 3D, исходный код которого с 1995 года стал распространяться по свободной лицензии. Спрайты Соника были заимствованы из позже отменённой Sonic X-treme. Интересно, что в этой игре главный герой был озвучен, и «говорит» он голосом актрисы Мэг Инглимы. Помимо Соника, в Sonic’s Schoolhouse присутствует доктор Роботник.
Игра вышла только в Северной Америке на PC-совместимых компьютерах под Windows 18 октября 1996 года. Позднее Sonic’s Schoolhouse была включена в состав сборника Sega Family Fun Pak, а в 1999 году была отдельно переиздана компанией Expert Software.

## Оценки и мнения
| Иноязычные издания | Иноязычные издания |
| Издание            | Оценка             |
| ------------------ | ------------------ |
| AllGame            | [ 4 ]              |
| Power Sonic        | 7,5/10             |

Sonic’s Schoolhouse получила смешанные отзывы от прессы. В основном игру критиковали за некачественную графику и малое количество игр, но похвал удостоился необычный для серии игровой процесс.
Обозреватель португальского сайта Power Sonic оценил игру в 7,5 баллов из 10. Из достоинств рецензент отмечал в первую очередь игровой процесс и обучающие мини-игры, а к недостатком он отнёс упрощённую графику. Тем не менее критик назвал Sonic’s Schoolhouse полезным дополнением для детей начальных классов, а игру можно проходить как дома, так и в школе.
Однако некоторые обозреватели оценили игру менее положительно. Представитель сайта AllGame оценил Sonic’s Schoolhouse в 2,5 звезды из 5 возможных. Рецензент из Hardcore Gaming 101 назвал проект некачественным, а релиз — циничной выходкой Sega, поскольку та в промежутке времени между периодами Genesis и Dreamcast не знала, что нужно делать с талисманом компании. «Если вам посчастливилось иметь ребёнка, у которого есть необъяснимое желание познать орфографию и математику, лучше вместо ежиных мультфильмов купите ему портативную [игру] Leapfrog», — заявил критик в конце своего обзора.